# Lugari
Lugari – miasto w Kenii, w hrabstwie Kakamega. W 2010 liczyło 6 886 mieszkańców.